# Tommy Helms
Tommy Vann Helms (Charlotte, Carolina del Norte, 5 de mayo de 1941-13 de abril de 2025), más conocido como Tommy Helms, fue un jugador profesional estadounidense de béisbol que se desempeñó en la posición de segunda base en las Grandes Ligas de Béisbol (MLB). Logró obtener dos Guantes de Oro.

## Carrera
Helms jugó como profesional ocho temporadas en Cincinnati Reds (1964-1971), después pasó a Houston Astros (1972-1975), luego a Pittsburgh Pirates (1976-1977), posteriormente a Boston Red Sox, donde jugó una temporada (1977), y fue el equipo en el que se retiró.

## Premios
Fue galardonado con el Guante de Oro en dos oportunidades (1970 y 1971).